# Acrivastine

molécule de l'acrivastine

l'acrivastine est un médicament utilisé pour le traitement des allergies et des rhume des foins. C'est un antagoniste des récepteurs antihistaminique H1 (comme sa molécule de base la triprolidine). Il agit en bloquant les récepteurs histamine H1 et ne possède pas d'effet anticholinergique.